# Serrat del Coll (Marfà)
El Serrat del Coll, o de Coll de Marfà, és un serrat que es troba en el terme municipal de Castellcir, a la comarca del Moianès. És dins de l'enclavament de la Vall de Marfà.

El Serrat del Coll, respecte del terme de Castellcir

Està situada en el centre de l'extrem occidental de Marfà, al nord-oest de la masia de la Closella i al sud-oest de la casa de Marfà. Està delimitat per dos colls: a ponent, Colljovà, i a ponent, el Coll de Marfà, on hi havia hagut la Casa de Coll de Marfà. El seu punt més elevat és el Turó del Coll.